# Costa del Sud
Die Costa del Sud (Südküste) auf Sardinien erstreckt sich zwischen dem Capo Teulada als dem südlichsten Punkt Sardiniens im Westen und der Ortschaft Santa Margherita di Pula im Osten. Sie ist gekennzeichnet durch zahlreiche kleinere und größere Buchten im Wechsel mit felsigen Landzungen aus schroffen Granitfelsen und Sandstein. Neben der römischen Hafenstadt Nora gehört auch die Grotte Is Zuddas mit einmaligen Kalkformationen zu diesem Küstenabschnitt.